# Christophe Hérelle
Christophe Hérelle (sinh ngày 22 tháng 8 năm 1992) là một cầu thủ bóng đá chuyên nghiệp người Pháp hiện tại đang thi đấu ở vị trí hậu vệ cho câu lạc bộ Bodrum tại Giải bóng đá hạng nhất quốc gia Thổ Nhĩ Kỳ.

## Sự nghiệp thi đấu

### Trẻ
Christophe Hérelle rời Martinique để gia nhập học viện của câu lạc bộ F.C. Sochaux-Montbéliard vào năm 2010, thi đấu cùng đội U-19 chỉ vài ngày trước sinh nhật tuổi 18.

### Chuyên nghiệp

#### Sochaux và Colmar
Anh đã ký hợp đồng chuyên nghiệp đầu tiên với câu lạc bộ F.C. Sochaux-Montbéliard vào năm 2013, trước khi được cho mượn tại SR Colmar.

#### Créteil
Vào tháng 6 năm 2015, anh gia nhập câu lạc bộ US Créteil-Lusitanos trong 2 mùa giải. Sau khi đội bóng xuống hạng và sau khi chơi 34 trận cho câu lạc bộ, anh quyết định gia nhập câu lạc bộ ES Troyes AC.

#### Troyes
Trong mùa giải 2016-2017 tại Ligue 2, Troyes đã kết thúc ở vị trí thứ ba và do đó phải đá trận play-off với FC Lorient. Là cầu thủ góp mặt trong mùa giải tốt đẹp của đội nhà, Hérelle đã tham gia vào hai trận đấu này, cuối cùng Troyes đã giành quyền thăng hạng lên Ligue 1.
Vào ngày 5 tháng 8 năm 2017, trong cuộc tiếp đón Stade Rennais F.C., anh đã chơi trận đầu tiên tại Ligue 1, trận đấu kết thúc với tỷ số 1-1. Đôi khi được kết hợp với Vizcarrondo hoặc Giraudon, anh đá chính 18 trong số 19 trận ở lượt đi; màn trình diễn của anh đặc biệt thu hút sự chú ý của FC Girondins de Bordeaux từ kỳ chuyển nhượng mùa đông.

#### Nice
Vào ngày 25 tháng 6 năm 2018, anh gia nhập câu lạc bộ OGC Nice, quê hương của anh, sau một mùa giải thi đấu cho Troyes.

#### Brest
Vào ngày 11 tháng 8 năm 2020, Hérelle gia nhập Brest tại Ligue 1 bằng bản hợp đồng kéo dài 4 năm.

#### Metz
Vào ngày 1 tháng 9 năm 2023, anh chính thức chuyển đến câu lạc bộ Metz tại Ligue 1 bằng bản hợp đồng kéo dài 2 năm.

## Đời tư
Sinh ra tại Nice, Pháp, Hérelle là người gốc Martinique.